# Monika Pyrek
Monika Zofia Pyrek-Rokita, née le 11 août 1980 à Gdynia, est une athlète polonaise, pratiquant le saut à la perche. Elle annonce la fin de sa carrière en janvier 2013.

## Biographie
Monika Pyrek est apparue sur la scène internationale à sa première participation aux Jeux olympiques d'été en 2000 à Sydney en se classant septième. Ses premiers grands succès ont été sa médaille de bronze aux championnats du monde de 2001 à Edmonton et une quatrième place aux championnats du monde de 2003 à Paris. En 2001 et 2003, elle a été désignée athlète polonaise de l'année.
Aux  Jeux olympiques de 2004 à Athènes, elle avait de bonnes chances d'être médaillée de bronze, mais sa compatriote Anna Rogowska l'éjectait du podium. Monika Pyrek a établi un nouveau record national en passant une barre à 4,72 m au meeting Golden League de Bruxelles en septembre 2004. Anna Rogowska l'a depuis amélioré par deux fois et porté à 4,80 m.
Aux championnats du monde de 2005 à Helsinki, elle parvenait à regagner le statut de meilleure sauteuse à la perche de Pologne en devenant vice-championne du monde avec 4,60 m alors que Rogowska échouait déjà à 4,50 m. Les performances de la championne du monde Yelena Isinbayeva demeuraient toutefois hors d'atteinte puisqu'elle remportait le titre avec un nouveau record du monde à 5,01 m. À Göteborg, pour les championnats d'Europe de 2006, Pyrek était à nouveau la dauphine d'Isinbayeva. Aux championnats du monde de 2007 à Osaka, elle passait une barre à 4,75 m améliorant son record personnel. Bien qu'ayant passé la même hauteur que les médaillées d'argent, Kateřina Baďurová et de bronze Svetlana Feofanova, elle dut se contenter de la quatrième place au nombre d'essais. Puis, à la finale mondiale en 2007, elle passe la barre de 4,82 m, devant Feofanova avec elle aussi 4,82 m et derrière Isinbayeva avec 4,87 m.
En 2009, Monika Pyrek passe la barre de 4,78 m à Berlin et c'est ici même que peu après elle va décrocher la médaille d'argent des championnats du monde derrière sa compatriote Anna Rogowska grâce à un saut à 4,65 m.
En compétition, Monika Pyrek a un poids de forme de 52 kg pour 1,68 m.

## Palmarès
| Date | Compétition                       | Lieu          | Résultat | Marque |
| ---- | --------------------------------- | ------------- | -------- | ------ |
| 1997 | Championnats d'Europe juniors     | Ljubljana     | 10e      | 3,80 m |
| 1998 | Championnats du monde juniors     | Annecy        | 2e       | 4,10 m |
| 1998 | Championnats d'Europe             | Budapest      | 7e       | 4,15 m |
| 1999 | Championnats du monde en salle    | Maebashi      | 11e      | 4,20 m |
| 1999 | Championnats d'Europe juniors     | Riga          | 4e       | 4,10 m |
| 2000 | Jeux olympiques                   | Sydney        | 7e       | 4,40 m |
| 2001 | Championnats d'Europe espoirs     | Amsterdam     | 1re      | 4,40 m |
| 2001 | Championnats du monde             | Edmonton      | 3e       | 4,55 m |
| 2002 | Championnats d'Europe en salle    | Vienne        | 3e       | 4,60 m |
| 2003 | Championnats du monde en salle    | Birmingham    | 3e       | 4,45 m |
| 2003 | Championnats du monde             | Paris         | 4e       | 4,55 m |
| 2003 | Finale mondiale                   | Monaco        | 4e       | 4,50 m |
| 2004 | Championnats du monde en salle    | Budapest      | 5e       | 4,50 m |
| 2004 | Coupe d'Europe                    | Bydgoszcz     | 2e       | 4,40 m |
| 2004 | Jeux olympiques                   | Athènes       | 4e       | 4,55 m |
| 2004 | Finale mondiale                   | Monaco        | 5e       | 4,50 m |
| 2005 | Championnats d'Europe en salle    | Madrid        | 3e       | 4,70 m |
| 2005 | Championnats du monde             | Helsinki      | 2e       | 4,60 m |
| 2005 | Finale mondiale                   | Monaco        | 2e       | 4,62 m |
| 2006 | Championnats du monde en salle    | Moscou        | 4e       | 4,65 m |
| 2006 | Coupe d'Europe                    | Malaga        | 1re      | 4,75 m |
| 2006 | Championnats d'Europe             | Göteborg      | 2e       | 4,65 m |
| 2006 | Finale mondiale                   | Stuttgart     | 2e       | 4,65 m |
| 2006 | Coupe du monde des nations        | Athènes       | 5e       | 4,30 m |
| 2007 | Coupe d'Europe                    | Munich        | 1re      | 4,65 m |
| 2007 | Championnats du monde             | Osaka         | 4e       | 4,75 m |
| 2007 | Finale mondiale                   | Stuttgart     | 2e       | 4,82 m |
| 2008 | Championnats du monde en salle    | Valence       | 3e       | 4,70 m |
| 2008 | Jeux olympiques                   | Pékin         | 5e       | 4,70 m |
| 2008 | Finale mondiale                   | Stuttgart     | 3e       | 4,70 m |
| 2009 | Championnats d'Europe par équipes | Leiria        | 1re      | 4,70 m |
| 2009 | Championnats du monde             | Berlin        | 2e       | 4,65 m |
| 2009 | Finale mondiale                   | Thessalonique | 2e       | 4,60 m |
| 2011 | Championnats du monde             | Daegu         | 10e      | 4,55 m |

## Records personnels
| Épreuve          | Épreuve   | Performance | Lieu      | Date              |
| ---------------- | --------- | ----------- | --------- | ----------------- |
| Saut à la perche | Plein air | 4,82 m      | Stuttgart | 22 septembre 2007 |
| Saut à la perche | Salle     | 4,76 m      | Donetsk   | 12 février 2006   |